# Stazione di Pozzo Nuovo
La stazione di Pozzo Nuovo fu una fermata ferroviaria al servizio dell'omonima miniera carbonifera a Bacu Abis (comune di Carbonia), posta lungo la linea San Giovanni Suergiu-Iglesias.

## Storia
La fermata fu istituita dalle Ferrovie Meridionali Sarde in corrispondenza della casa cantoniera numero quarantacinque della propria rete ferroviaria, ricollocata alle porte di Bacu Abis a pochi metri dalla SS 126, dinanzi ai cantieri minerari di Pozzo Nuovo, una delle miniere carbonifere della frazione carboniense. E proprio la presenza di questa miniera particolarmente attiva negli anni dell'autarchia fu la causa dell'istituzione di questa fermata, che risultava in uso a inizio anni quaranta sia per il servizio merci che per quello viaggiatori (sebbene come fermata a richiesta).
L'attività nell'impianto tuttavia durò pochi anni: con la chiusura della miniera, alla fine degli anni cinquanta la fermata risultò priva di traffico, situazione che si mantenne tale sino al momento della cessazione dell'esercizio ferroviario sulla San Giovanni Suergiu-Iglesias nel 1974. Successivamente lo scalo fu smantellato e completamente demolito.

## Strutture e impianti
In disuso dalla fine dagli anni cinquanta, il fabbricato viaggiatori di Pozzo Nuovo, nato come casa cantoniera, venne demolito dopo la chiusura della San Giovanni Suergiu-Iglesias e non permangono più tracce dello stesso.

## Movimento
Nel periodo in cui fu attiva la stazione era servita dai treni delle Ferrovie Meridionali Sarde.